# 櫛

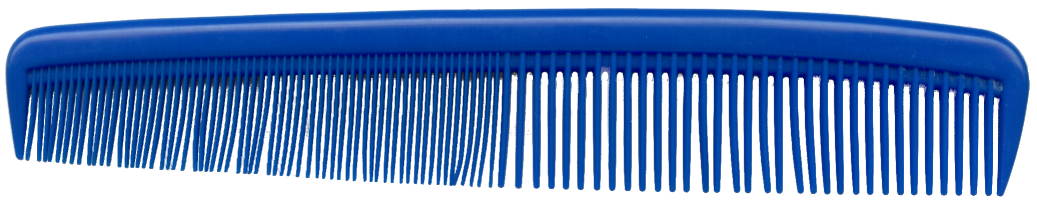
櫛

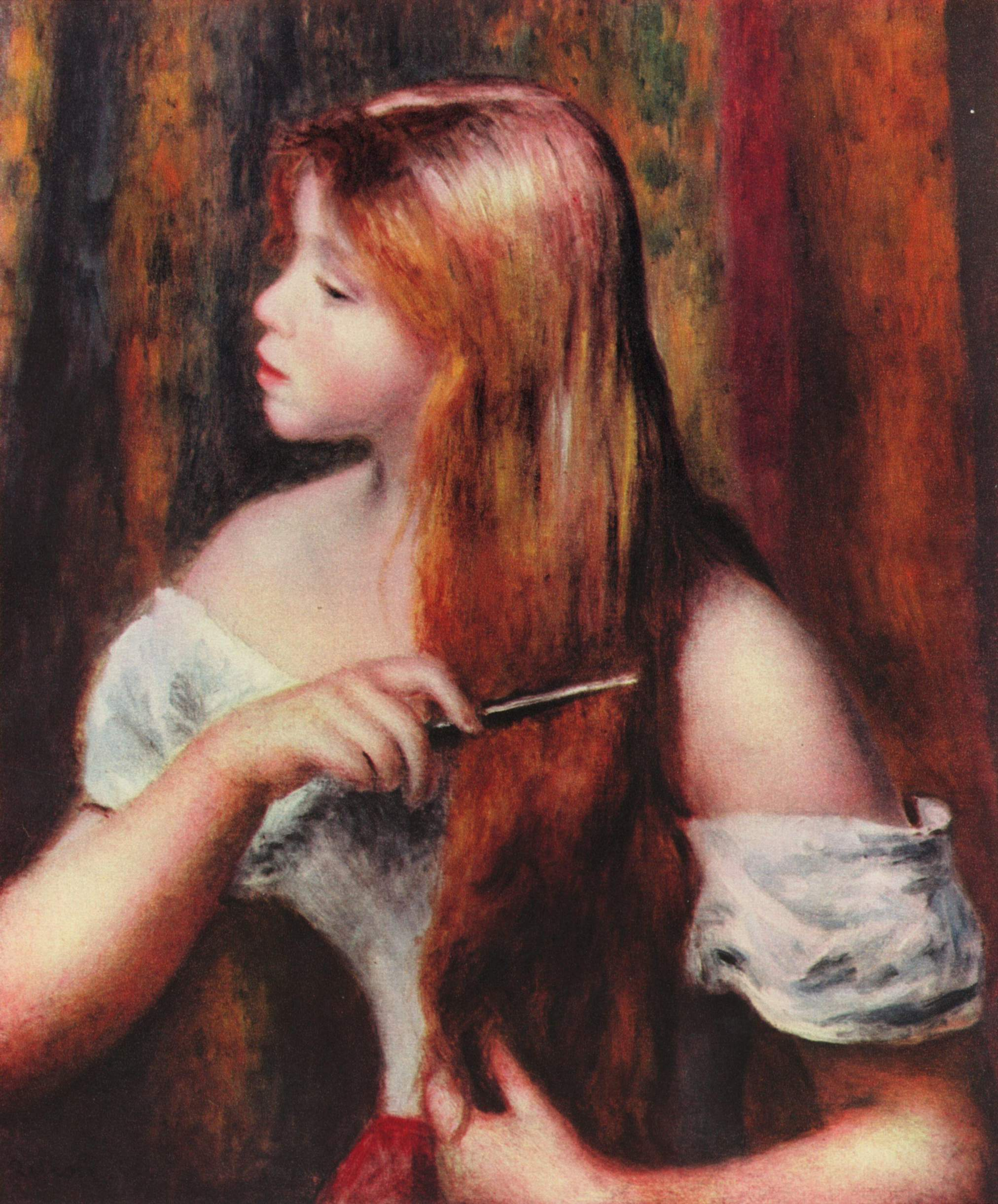
髪を梳かす女性ピエール＝オーギュスト・ルノワールの絵画から

櫛（くし）は、髪を梳（と）いて髪型を整えたり、髪を飾ったりする道具。英語でコーム (comb) と呼ぶこともある。

## 概要
形状は通常、板状であり、長辺の片方に等間隔の切り込みが入れられている。切り込みと切り込みの間の部分は歯と呼ばれる。古くはダニやシラミ、ノミといった吸血虫やふけ・埃などを取り除く衛生用具としての側面もあった。時代とともに、入浴や洗髪の習慣が普及するようになると、こういった衛生用具としての役目は小さくなっていった。
同じく髪を梳く道具にヘアーブラシがある。櫛が板状であるために歯が1列に並んでいるのに対し、ブラシは歯に相当するピンが毛などで作られていて複数列あり、使用目的によって配列が異なっている、という違いがある。

## 櫛の歴史と種類
櫛の歴史は古く、現代のヘアピンに近い単純なつくりのものを含めると、さらにその時代を遡ることになる。歯を備えた櫛は古代エジプトで既に広く使用されていたと考えられている。
櫛は形状により竪櫛、 横櫛、 両歯櫛に分けられる。
竪櫛
櫛の歯を下に向けたとき幅が狭く縦長になるもの。
横櫛
櫛の歯を下に向けたとき幅が広く横長になるもの。
両歯櫛
櫛の天地（上下）の両方に歯があるもの
また櫛は歯の作り方により結歯式と刻歯式に分けられる。
結歯式
細い竹や木を束ねて櫛の歯としたもの
刻歯式
板状の木や動物の骨に歯の刻みを入れたもの
一般的には横櫛で刻歯式のものが広く用いられた。太平洋の島々などでは竪櫛もみられる。
日本では縄文時代早期（約7000年前）のものとみられる木製櫛が佐賀市の東名遺跡から出土している。縄文時代には刻歯式の竪櫛が用いられたが、古墳時代には結歯式の竪櫛が多用された。奈良時代には大陸から横櫛が伝来し横型刻歯式の挽歯櫛が一般的になった。江戸時代には髪を結い上げる習慣に伴って櫛などの髪を整える道具類が発達した。
素材は、獣の骨や木材一般から、より櫛に適した木（ツゲ、マユミなど)や竹、鼈甲、象牙、金属、合成樹脂製などへと多様化し、形状や美しさもより高度なものへと発展してきた。現代では、理髪店などで利用者ごとに取り換えられる安価な量産品もある。
現代の理容技術ではカットコーム、セットコーム、テールコームなど多種の櫛が用いられている。

## 和櫛

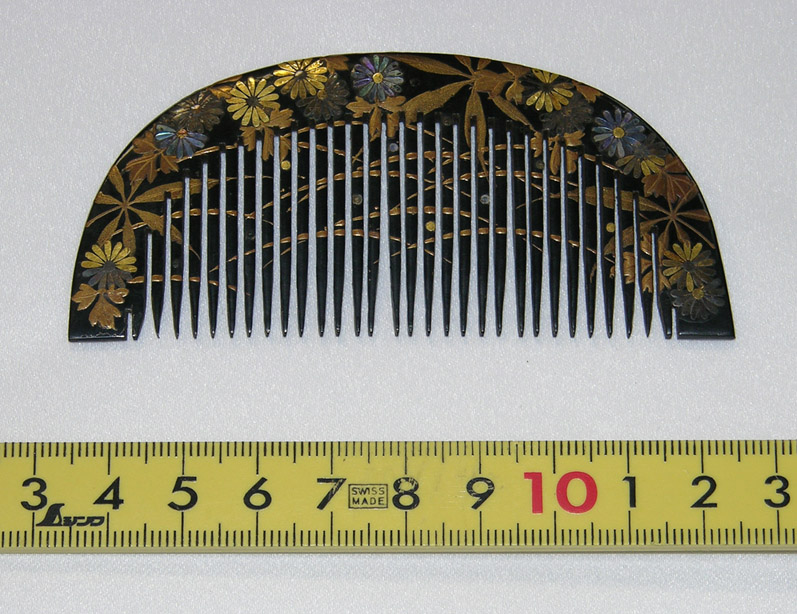
明治〜大正期の櫛（木製）装飾品。

日本では江戸時代中期以降に多彩な髪形が生まれ、それに合わせて櫛（くし）、笄（こうがい）、簪（かんざし）といった道具が発達した。

### 素材
日本では伝統的につげ櫛が高級品とされ、和泉櫛がつくられる和泉国近木荘（現・大阪府貝塚市）のような著名な産地もあった。

### 種類
櫛には用途で4種類、形状や大小で細かく分類される。
現在のヘアブラシに近い形状をしている。大きさは15cm～18cm辺り。歯数により名称が変わる。
- 梳かし櫛(解き櫛)　
  - 利久
  - 福利久
  - 男櫛
  - セット櫛
  - 馬櫛
- 梳かし櫛　歯数
  - 梳き歯(15本)
  - 相細(14本)
  - 相歯(13本)
  - 相太(12本)
  - 押荒(11本)
  - 荒歯(10本)

頭皮の頭垢や髪の汚れを取るための櫛。歯の間隔は0．5mmで櫛の大きさは9cm～12cm程度、歯数は3cm当たり29本～42本辺りである。
- 梳き櫛
  - お六両歯
  - お六片歯
  - 竹唐(たけとう)
  - 挽唐(ひきとう)

装身具としても用いる櫛。梳き櫛に次いで目が細かく、歯数は3cm当たり15～25本程度。
- 押櫛(飾り櫛・塗櫛)
  - 京型
  - 京丸型
  - 丸型
  - 月型

かつては理髪店や丁髷、力士等に用いられていた。
- 結櫛
  - 丁髷櫛(ちょんまげぐし)
  - 鬢掻櫛
  - 筋立
  - 鬢出

## 櫛の文化

### 日本語の櫛（クシ）
日本語では櫛は「霊妙なこと、不思議なこと」という意味の「奇（くすし）」や「聖（くしび）」との音の共通性から呪力を持つものとして扱われた。他方では女性が髪を梳くことから女性格の象徴的な物品としても扱われた。
語の読みからは「苦死」に通じるため、道に落ちている櫛を拾うことは「苦と死を拾う」ことにつながり、縁起が悪いことと忌み嫌われる。どうしても拾わなくてはならない時は、足で踏んでから拾う。贈り物にするときは、忌み言葉として「かんざし」と呼ぶ。そのほか「94」を「くし」と読む語呂合わせから、櫛を大切に扱い、人々の美容への認識を高めてもらおうと、日本の全国美容週間実行委員会が9月4日を「くしの日」と定めた。

### 櫛の呪力
日本では古来、櫛は別れを招く呪力を持っているとされ、現代の日本人でも櫛を贈答品にしたり、気軽に貸し借りしたりするのを嫌がる人は少なくない。一方で、魂の宿る頭に飾るものであることから、自らの分身として旅立つ人に手渡しもした。
- 『古事記』には、伊邪那岐命が、妻の伊邪那美命が差し向けた追っ手（黄泉醜女）から逃れるために、櫛の歯を後ろに投げ捨てたところ筍に変わり、黄泉醜女がそれを食べている間に逃げることができたという記述がある[3]。同じく『古事記』で大蛇を退治しに出向く須佐之男命は櫛名田比売を櫛に変えて自分の髪に挿した。
- 天皇は斎宮として都を旅立つ皇族の少女を見送る儀式で、「別れの櫛」を手ずから髪に挿し、別れの言葉をかけた。彼女たちは身内か天皇に不幸があるまで都に帰ることはできず、巫女であるため任務を解かれるまで恋愛もできない。櫛を挿す儀式には俗縁を断つという意味があるとされる[3]。逆に成人式に当たる「髪上げの儀」では、大人社会への仲間入りの象徴として櫛が少女の髪に挿される。この儀式の直後に婚礼を済ませることもあった。
- ドイツ童話の中には『白雪姫』のように、櫛が女性の生命活動を一時的に停止できる（気絶させたり、金縛りにしたりする）黒魔法の道具として登場することもある。
- 古代中国の一部の呪術者の中には、『捜神記』の于吉のように体を洗わず、髪に櫛を入れないことで雨乞いをする者もいた。

## ギャラリー

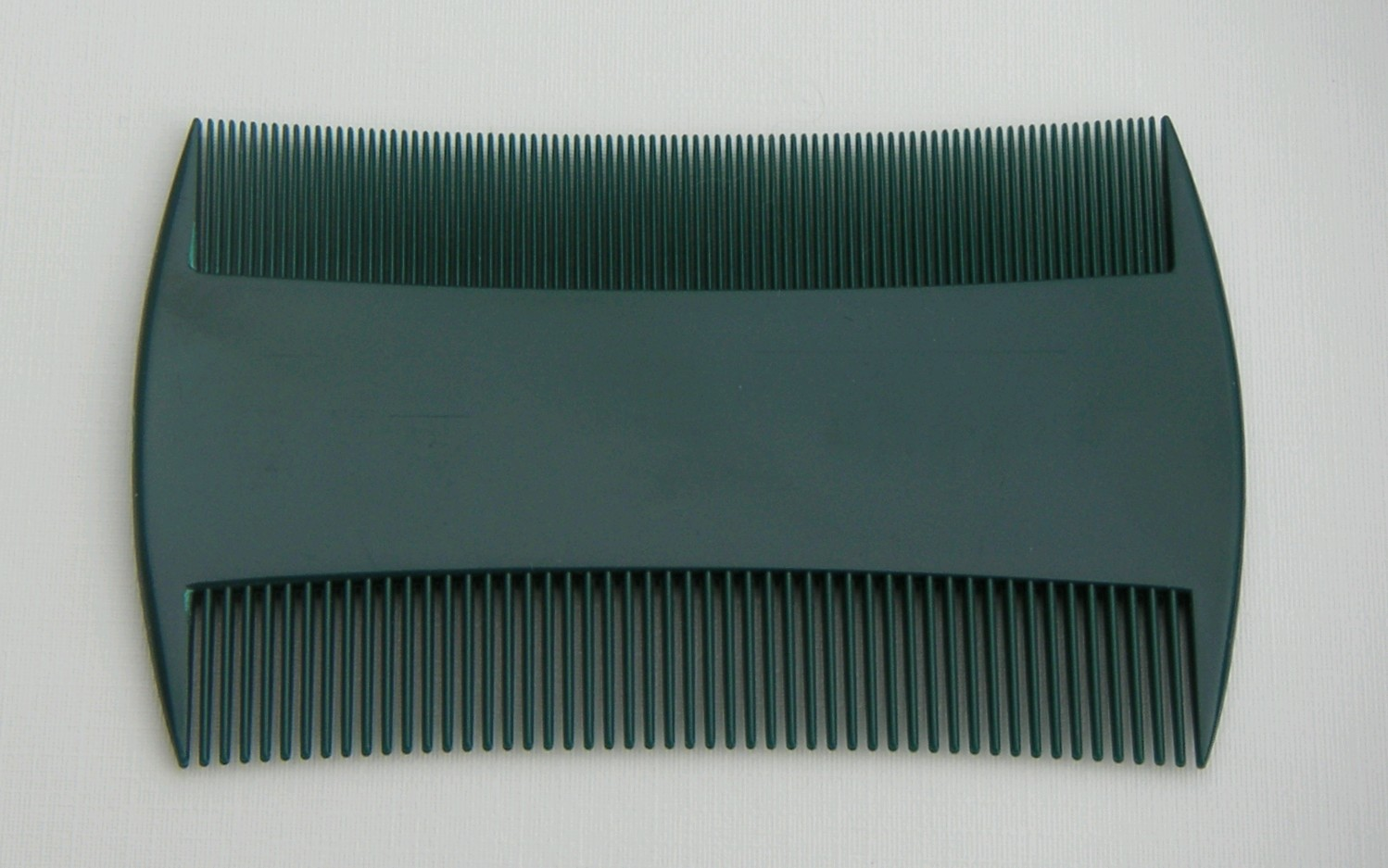
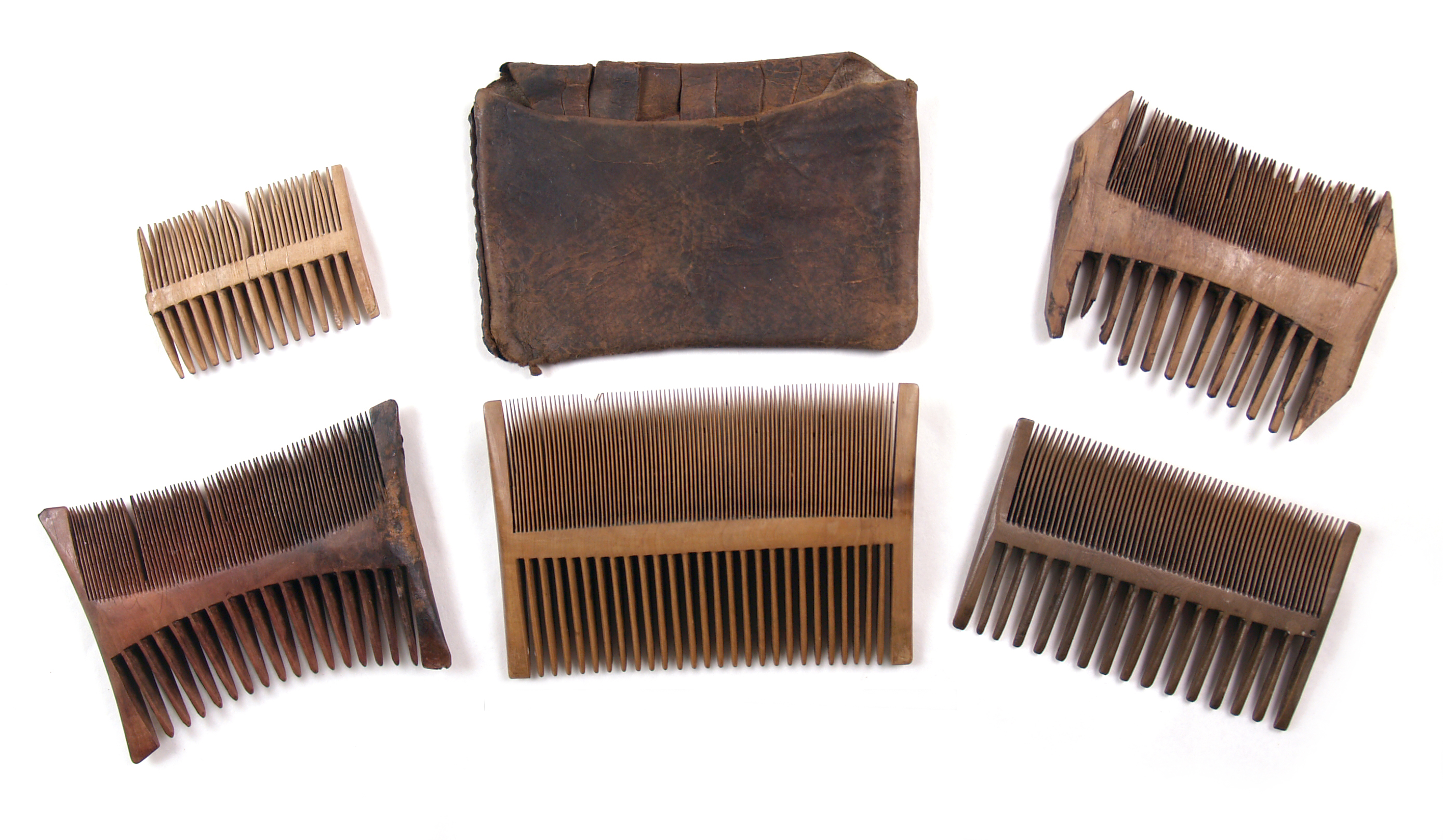
様々な櫛
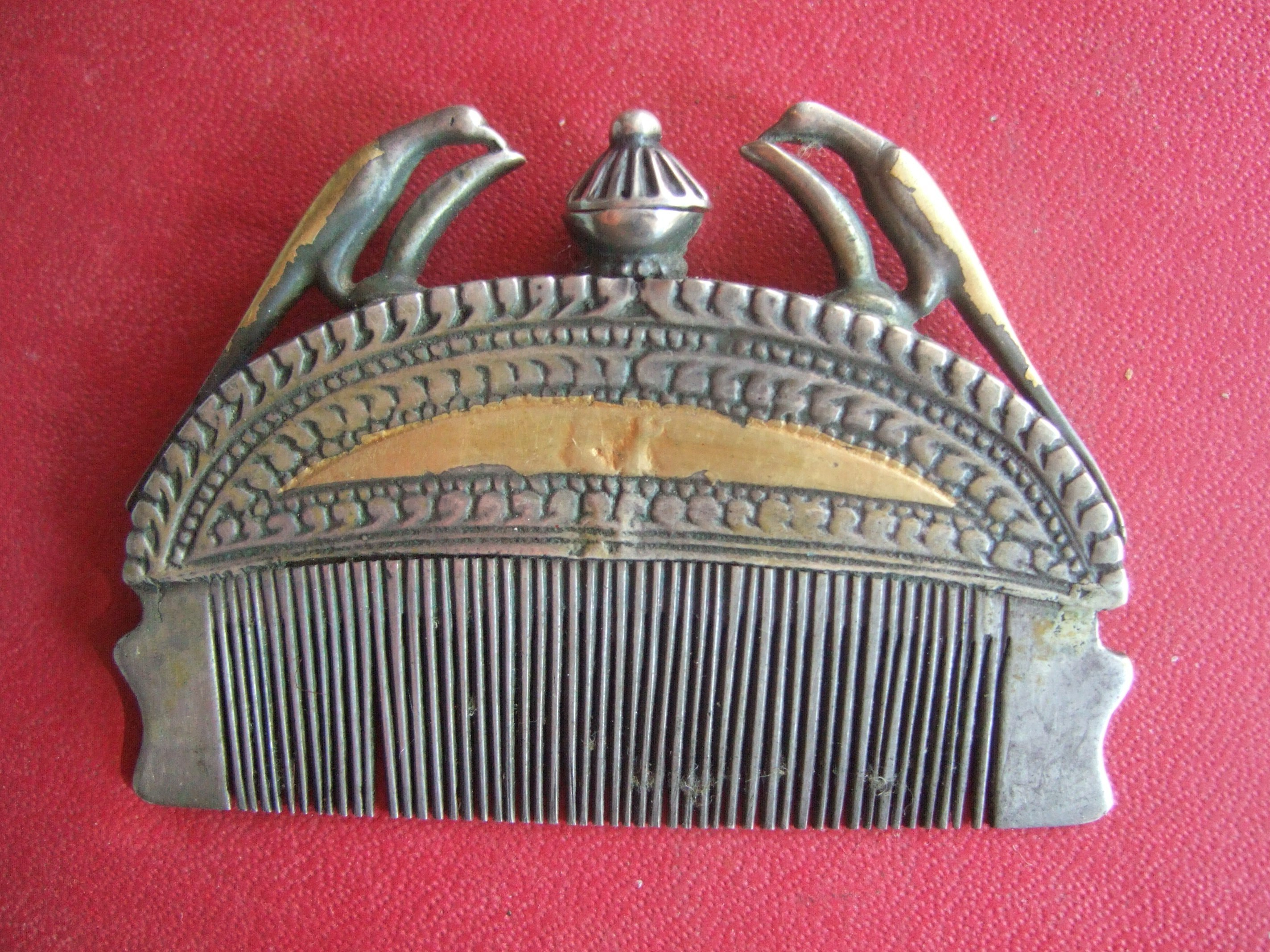
金属製の櫛
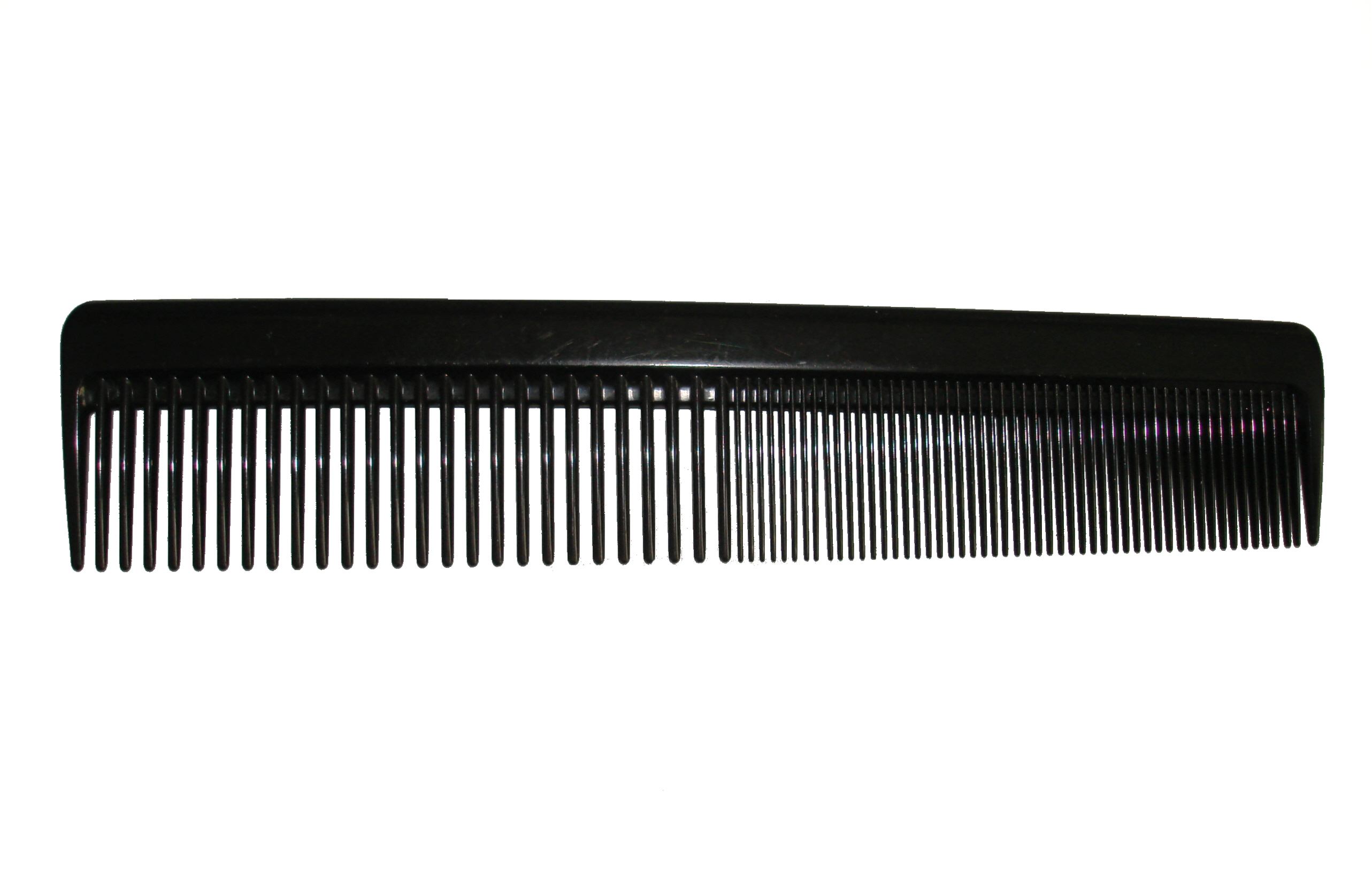
形状が変わる櫛
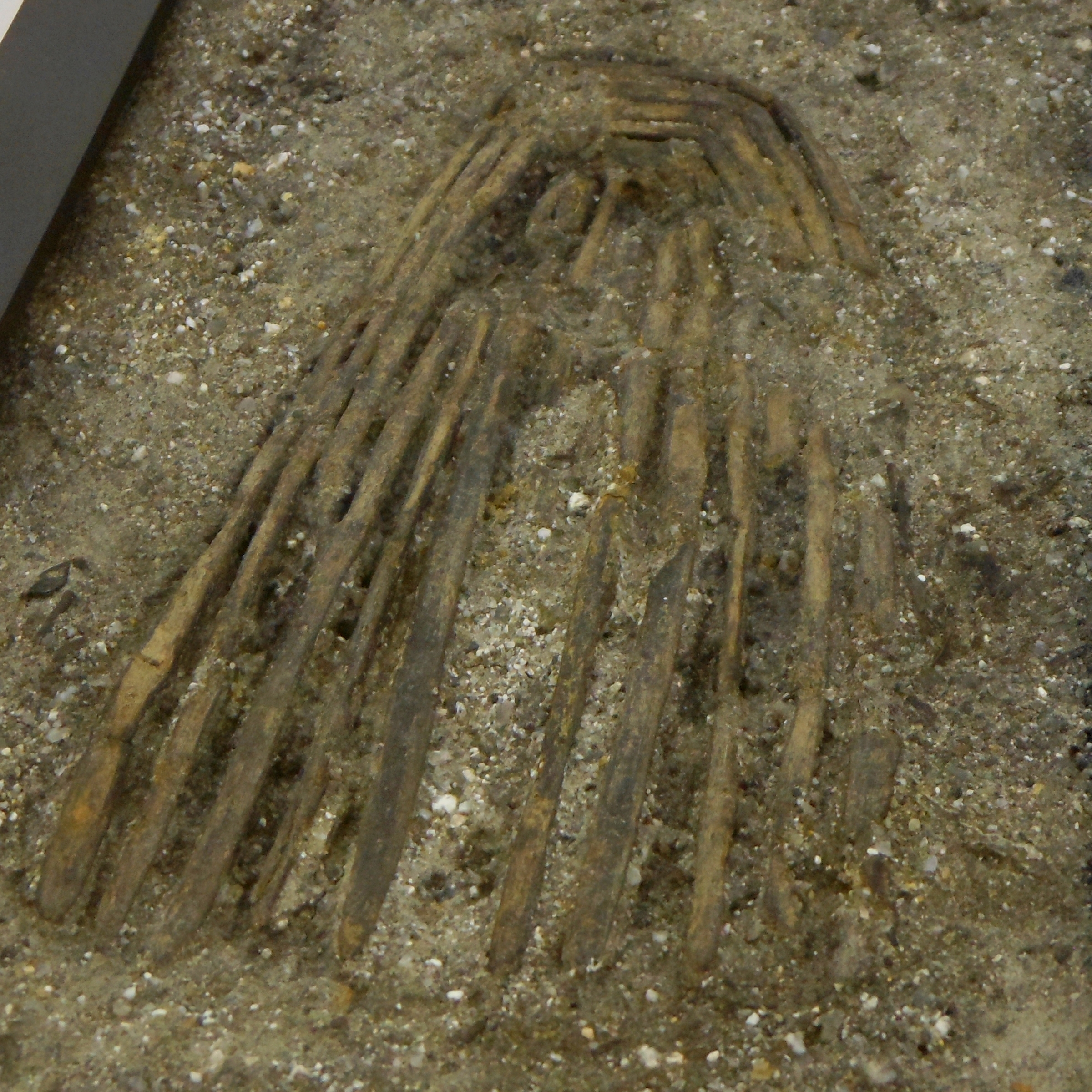
7,000年前（縄文早期）の櫛、ヒサカキ製